# FC Rot-Weiß Erfurt
Fussball-Club Rot-Weiß Erfurt Eingetragener Verein é uma agremiação esportiva alemã, fundada a 26 de janeiro de 1966, sediada em Erfurt, na Turíngia. Atualmente participa da 3. Liga, a terceira divisão do futebol alemão

## História

### Da fundação à Segunda Guerra Mundial
A equipe tem as suas origens a partir de um clube de cricket, fundado em 1895, que mudou de nome para SC Erfurt 1895, assim que alargou os seus interesses esportivos. Foi um dos fundadores, em 1900, da Deutscher Fussball Bund (DFB), a Federação de Futebol Alemã. Em 1904, começou a participar da Verband Mitteldeutscher Ballspielvereine, campeonato da Alemanha Central. O time venceu o campeonato regional e avançou em direção às semifinais do nacional, até ser eliminado pelos futuros campeões. Durante o período nazista, o Erfurt jogou algumas temporadas na Gauliga, uma das máximas séries do campeonato, mas não ganhou nenhum troféu.

### O pós-guerra

BSG KWU Erfurt (1950–1951)

Ao fim da Segunda Guerra Mundial, as autoridades aliadas fecharam todas as associações, incluindo as esportivas. Em 1964, a ocupação soviética dividiu Erfurt em cinco distritos esportivos. O SG Erfurt West nasceu onde antes havia o SC Erfurt 1895 e o VfB Erfurt, por esse motivo, de fato, alguns jogadores das duas equipes foram militar na equipe recém-nascida. Os êxitos não tardaram a ocorrer, pois o time chegou à uma final regional, em 1948, e com o título regional conquistado no ano sucessivo. Posteriormente, um pouco por conta dos escassos resultados obtidos, a sociedade em poucos anos mudou de nome várias vezes. Fortuna Efurt (1949), KWU Erfurt, em (1950), e BSG Turbine Erfurt (1951). No Campeonato da Alemanha Oriental da temporada 1953-1954 e 1954-1955, como Turbine, venceu a DDR-Oberliga, o máximo campeonato da Alemanha Oriental, mas em 1959 caiu pela primeira vez à DDR-Liga. Nos anos 1960, o clube alternou entre a primeira e a segunda divisão. Foi rebaixado três vezes mas sempre acabou promovido no ano sucessivo. Como a maior parte dos clubes da DDR, a sociedade sofreu por conta da transferência dos seus melhores jogadores para equipes de maior poder econômico.

### Dos anos 60 aos anos 80

Rot-Weiß Erfurt (1966–1970)

O futebol da antiga República Democrática Alemã passou por grandes mudanças. A mais significativa ocorreu, em 1965, e consistiu no destacamento das equipes futebolísticas de seus clubes. Por isso, os times SC Turbine Erfurt e BSG Optima Erfurt se fundiram em 26 de janeiro de 1966 com o nome de FC Rot-Weiß Erfurt, enquanto as equipes de base permaneceram em seus próprios clubes. O nome Rot-Weiß inicialmente foi inusual para a Alemanha Oriental, pois não exaltava a tradição socialista do país. O único resultado importante no período foi a chegada à final da Copa da Alemanha Oriental, na qual perdeu o confronto decisivo contra o Carl Zeiss Jena por 3 a 1.

### Da reunificação aos dias atuais
A reunificação alemão e a incorporação das duas ligas causaram alguns problemas às equipes da ex-Alemanha Oriental e o Rot-Weiss não foi exceção. Com o terceiro lugar conquistado na última Oberliga, garantiu o acesso à Zweite Bundesliga, além da entrada na Taça UEFA, na qual foi eliminada pelo futuro vencedor, o Ajax. Esta, porém, foi a última participação da equipe alemã em uma competição internacional oficial.
Entre os anos 1990 e início do século XXI, o Rot-Weiss permaneceu na Regionalliga. Arriscou-se a ser rebaixado, em 2001, mas se salvou enquanto caiu no seu lugar o SSV Ulm 1846 por conta de problemas financeiros. Em 2004, a equipe foi promovida à Zweite Bundesliga, mas após um ano de permanência, foi rebaixada novamente à Regionalliga. Na temporada 2008-2009, militou na terceira série, em virtude do sétimo posto conquistado na Regionalliga na temporada 2007-2008.

## Títulos
- DDR-Oberliga: 2
  - Campeão: 1953-1954, 1954-1955;
  - Vice-campeão: 1950–1951;

- Campeonato da Zona de ocupação soviética: 1
  - Vice-campeão: 1948–1949;

- Verband Mitteldeutscher Ballspiel-Vereine: 1
  - Campeão: 1908–1909;

- Thuringian Gau championship: 12
  - Campeão: 1902–1903, 1903–1904, 1904–1905, 1905–1906, 1906–1907, 1907–1908, 1908–1909, 1909–1910, 1911–1912, 1916–1917, 1918–1919, 1919–1920;

- Northern Thuringia Gau championship: 9
  - Campeão: 1910–1911, 1911–1912, 1913–1914, 1916–1917, 1917–1918, 1923–1924, 1926–1927, 1931–1932, 1932–1933;

- Thüringian championship: 1
  - Campeão: 1948–1949;

- FDGB-Pokal: 0
  - Vice-campeão: 1949-1950, 1979-1980;
- Thuringia Cup: 8
  - Campeão: 1993–1994, 1997–1998, 1999–2000, 2000–2001, 2001–2002, 2002–2003, 2004–2005[2], 2007–2008;
  - Vice-campeão: 1995–1996, 1996–1997, 2003–2004;

## Cronologia recente
| Temporada | Divisão                    | Posição |
| 1999–2000 | Regionalliga Nordost (III) | 7°      |
| 2000–01   | Regionalliga Süd (III)     | 15°     |
| 2001–02   | Regionalliga Süd           | 5°      |
| 2002–03   | Regionalliga Süd           | 9°      |
| 2003–04   | Regionalliga Süd           | 2° ↑    |
| 2004–05   | 2. Bundesliga (II)         | 18° ↓   |
| 2005–06   | Regionalliga Nord (III)    | 14°     |
| 2006–07   | Regionalliga Nord          | 11°     |
| 2007–08   | Regionalliga Nord          | 7°      |
| 2008–09   | 3° Liga (III)              | 10°     |
| 2009–10   | 3° Liga                    | 9°      |
| 2010–11   | 3° Liga                    | 5°      |
| 2011–12   | 3° Liga                    | 5°      |